# N953 (België)
De N953 is een gewestweg in de Belgische provincie Namen. Deze weg vormt de verbinding tussen N983 en N63 in Somme-Leuze.
De totale lengte van de N953 bedraagt ongeveer 4,5 kilometer.

## Plaatsen langs de N953
- Somme-Leuze